# ژرمی کادو
ژرمی کادو (فرانسوی: Jérémy Cadot‎؛ زادهٔ ۷ نوامبر ۱۹۸۶) شمشیرباز اهل فرانسه است.